# Eurocityfest

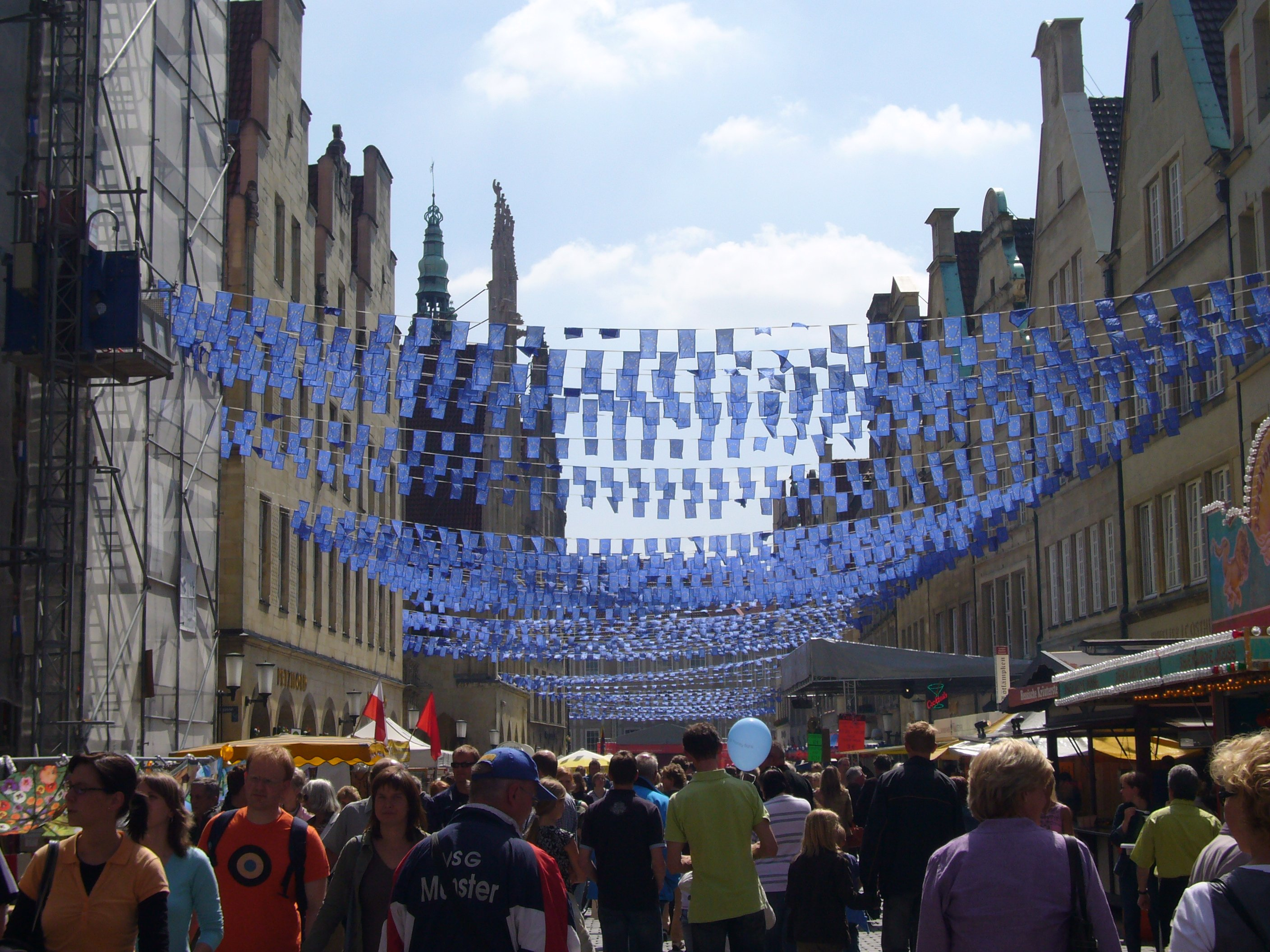
Eurocityfest 2007

Das Eurocityfest war ein von 2000 bis 2011 jährlich im Mai oder Juni stattfindendes Stadtfest in der westfälischen Stadt Münster.

## Geschichte

### Eurocityfest 2000–11
Das Eurocityfest wurde erstmals 2000 ausgerichtet, es löste damit das jährliche Straßenfest in der Innenstadt ab. Jeweils ein ganzes Wochenende lang fand es im Mai oder Anfang Juni statt und war das größte Open-Air-Festival in der Region. Jährlich wurden in den drei Tagen nach Angaben des Organisators bis zu 400.000 Besucher gezählt. Darunter befanden sich mehr als 10.000 Zuschauer, die sich täglich vor der Hauptbühne am Domplatz einfanden. Organisiert wurde das Stadtfest von der Eurocityfest GmbH, Hauptorganisator war der münsteraner Rockmusiker Steffi Stephan, der das Motto des Eurocityfests mit den Worten zusammenfasste: „Draußen und umsonst! Das ist die Seele des Eurocityfestes.“ Sowohl inhaltlich, als auch wirtschaftlich zeichnete die Eurocityfest GmbH für das Fest verantwortlich, während als Veranstalterin die Stadt Münster auftrat. So musste die Eurocityfest GmbH ohne finanzielle Zuschüsse der Stadt die anfallenden Ausgaben für Gagen, Veranstaltungstechnik, Absperrungen und Müllbeseitigung tragen, was sie über Sponsoring, Getränkeverkauf und Standmieten finanzierte. Kritische Stimmen bemängelten daher den kommerziellen Beigeschmack der Veranstaltung und vermissten den kulturellen Anspruch.
Von der Westfälischen Wilhelms-Universität wurde 2007 das Sponsoring der Warsteiner Brauerei des Hauptsponsors im Rahmen des Eurocityfests wissenschaftlich analysiert und die Ergebnisse vom deutschen Universitätsverlag publiziert. Ende der 2000er Jahre musste der Hauptsponsor nach Aussage von Marvin Lindenberg seine finanzielle Unterstützung erheblich reduzieren, dessen Kompensierung in den nachfolgenden Jahren bis einschließlich 2010 nicht gelang.

### Ende und Versuche der Wiederbelebung nach 2011
Der Vertrag mit der Eurocityfest GmbH lief 2011 aus. Da das Eurocityfest in den vergangenen Jahren zusehends zum wirtschaftlichen Risiko der Veranstalter wurde, nahmen Steffi Stephan und sein Sohn Marvin Lindenberg ihre vertragliche Option nicht wahr, das Eurocityfest zu den gegebenen Konditionen über das Jahr 2011 hinaus ein weiteres Jahr auszurichten. Stephan bezweifelte bereits im April 2011, ob es 2012 ein Stadtfest in Münster geben würde. Für die weitere Auftragsvergabe zur Ausrichtung von Stadtfesten wurde 2011 eine bundesweite Ausschreibung vorbereitet, an der auch Marvin Lindenberg teilnehmen wollte. Ende September 2011 gab Fritz Schmücker, Zuständiger für das Eurocityfest bei der Stadt Münster, bekannt, das Eurocityfest 2012 sei abgesagt, da für die geplante Neuausschreibung zur Ausrichtung des Festes 2013 mehr Zeit benötigt würde, als ursprünglich erwartet.
Im Februar 2012 wurde bekannt gegeben, dass die bundesweite Ausschreibung erfolgt sei, um das nächste Eurocityfest 2013 austragen zu können. Im Rahmen dieser Ausschreibung trafen diverse Bewerbungen bei der Stadt Münster ein, aus denen bis September 2012 ein Veranstalter für das Eurocityfest 2013 ausgewählt werden sollte. Von der Stadtpolitik wurde die 2012 durchgeführte Ausschreibung letztlich zurückgezogen, da sich ihrer Einschätzung nach keine adäquaten Bewerber daran beteiligt hätten.
Die Stadt Münster schloss im Januar 2013 aus, selbst als Veranstalterin des Eurocityfestes aufzutreten, da es bei der angespannten Haushaltslage nicht zu rechtfertigen sei, das wirtschaftliche Risiko für das Stadtfest zu tragen. Ende Februar 2013 wurde bekannt, dass das nächste Eurocityfest voraussichtlich frühestens 2016 stattfinden werde. Entgegen dieser Meldung bestätigte das Münster Marketing im Oktober 2013, dass sich Interessenten, darunter Marvin Lindenberg sowie diverse eventerfahrene Gastronomen, für die Ausrichtung eines Stadtfestes am zweiten Wochenende im Juli 2014 gemeldet hätten. Ein entsprechender Antrag auf Sondernutzung öffentlicher Freiflächen im Stadtgebiet wurde Anfang November 2013 gestellt. Von verschiedenen Parteien wurde der Wunsch nach der Wiederaufnahme des Eurocityfests geäußert. Während SPD und CDU bezüglich der Fortsetzung des Eurocityfestes keinen konkreten Standpunkt einnahmen, lehnten die Piraten sowie die FDP die Wiederaufnahme des Stadtfestes aus finanziellen Gründen ab. „Bürgerschaftlich organisierte Feste auf Stadtteilebene“ sollten nach Meinung der Piraten das Eurocityfest ersetzen. Dies könne von Stadtteilfesten nach Einschätzung der Linken jedoch nicht geleistet werden, insbesondere fehle die regionale Wirkung, die neben den wirtschaftlichen Aspekten von einem von hunderttausenden Besuchern anlockenden Stadtfest ausgehe. Die Grünen unterstützen die Wiederaufnahme des Eurocityfestes.
Die Forderungen potentieller Veranstalter um Marvin Lindenberg nach kostenloser Überlassung öffentlicher Flächen, Verbot des Ausschanks im Freien für ortsansässige Gastronomen während der Veranstaltung sowie mehrjährigem Konkurrenzschutz des Eurocityfests wurden seitens der Stadtverwaltung und des Ordnungsamtes aus rechtlichen Gründen als nicht erfüllbar eingestuft. Die Aussetzung der Erhebung der Sondernutzungsgebühren sei im Falle gemeinnütziger oder kultureller Veranstaltungen möglich, jedoch aufgrund des kommerziellen Charakters mit zahlreichen Getränkeständen sowie erwogener Eintrittsgelder für das Musikprogramm am Domplatz nicht gegeben. Nach kommunaler Gebührenordnung würden allein für den Domplatz täglich Gebühren in Höhe von 11.000 Euro fällig werden.
Ende Februar 2014 wurde bekanntgegeben, dass im Jahr 2014 kein Eurocityfest stattfindet. Begründet wurde dies mit der fehlenden Vorlaufzeit zur Erfüllung der Sicherheitsbestimmungen der Festivität. Die CDU kündigte daraufhin an, bis Ende Mai 2014 einen Antrag vorzulegen, der für die Wiederaufnahme des Eurocityfestes plädiere. Unterdessen setzten sich die Piraten für eine Online-Abstimmung ein, in der die Münsteraner Bürger im Rahmen des Bürgerhaushaltsplans 2014 entscheiden können sollen, ob die Stadt Münster als Veranstalter des Eurocityfests auftreten soll, wodurch die Stadtkasse mit einem fünf- bis sechsstelligen Eurobetrag belastet werden würde. Diesem kam die Stadt Mitte März 2014 zuvor, als verkündet wurde, dass durch den interfraktionellen Arbeitskreis „Stadtfest“ zwei Modelle für die Wiederaufnahme des Eurocityfests ausgearbeitet wurden, die eine finanzielle Beteiligung der Stadt vorsehen. In der ersten Variante tritt die Stadt als Veranstalterin auf und schreibt bestimmte Leistungen für Privatanbieter aus. Die zweite Variante sieht eine erneute Ausschreibung der Veranstaltung vor, wobei dieses Mal eine finanzielle Unterstützung in Höhe von 150.000 Euro seitens der Stadt Münster in Aussicht gestellt wird. Diese Vorschläge werden von allen Parteien mit Ausnahme der FDP begrüßt. Auf diesem Wege könne 2015, im Fall einer Ausschreibung voraussichtlich erst 2016, erneut ein Eurocityfest stattfinden.
Nach der repräsentativen Umfrage „Münster-Barometer“ der Forschungsgruppe Bema am Institut für Soziologie der Universität Münster im Auftrag der Westfälischen Nachrichten finden es 43,6 Prozent schade, dass 2014 kein Eurocityfest stattfindet, während 35,9 Prozent der Befragten dies nicht bedauern und 16,8 Prozent das Stadtfest gar egal ist.

## Aktionen
Das Eurocityfest fand in der historischen Altstadt zwischen Servatiiplatz und Domplatz statt und umfasste sowohl Salzstraße als auch Prinzipal- und Roggenmarkt.
Die größte der sieben Musikbühnen, die bis 2005 von der Brauerei Warsteiner „im guten sechsstelligen Bereich“ gesponsert wurde, befand sich auf dem Domplatz, dort spielten die jeweiligen Hauptacts. Weitere Bühnen befanden sich vor der Lambertikirche, am Syndikatplatz, an der ehemaligen Dominikanerkirche, vor dem Erbdrostenhof sowie an der Überwasserkirche und der Rosenstraße. Auch die kleineren Bühnen wurden von Unternehmen, unter anderem The Phone House und der Sparkasse Münsterland Ost, gesponsert. Neben bereits kommerziell erfolgreichen Künstlern bot das Eurocityfest auch Nachwuchsbands sowie lokalen Musikschulen, Chören, Vereinen und Schulen die Möglichkeit zum Auftreten. Weiterhin waren Händler und Kunsthandwerker aus dem gesamten Bundesgebiet auf dem Eurocityfest vertreten, während die Schanklizenzen der Getränkestände ausschließlich an münsteraner Gastronome vergeben wurden. Im weiteren Rahmenprogramm gewährten öffentliche sowie gemeinnützige Institutionen einen Einblick in ihre Tätigkeit, darunter die Polizei sowie die Deutsche Lebens-Rettungs-Gesellschaft.
Das Eurocityfest „genießt in der Musikerszene einen ausgezeichneten Ruf“, bekundete Julia Neigel, die 2011 zum Abschluss des Festes auf dem Domplatz auftrat.
Auf den Bühnen des Eurocityfests waren in der Vergangenheit münsteraner Interpreten, deutsche Bands sowie internationale Stars zu sehen.
- 2000: BAP, Runrig, Jack Radics
- 2001: Nena, Reamonn, Jazzkantine, The Busters
- 2002: Fischer-Z, Udo Lindenberg, Stoppok, Brings, Giorgio Conte, 6-Zylinder, Ellen ten Damme, Yvonne Catterfeld, Helge Schneider, Olaf Kübler
- 2003: Rolf Stahlhofen, The Levellers, Manfred Mann’s Earth Band, Level 42, 6-Zylinder, The Magnets, Montezuma’s Revenge, HISS
- 2004: Silbermond, Dick Brave and the Backbeats, Cosmo Klein, Fury in the Slaughterhouse, Spanner, Dr. Ring-Ding
- 2005: H-Blockx, The King, The BossHoss, Revolverheld, Ingo Pohlmann, De-Phazz, Farfarello
- 2006: Andrew Roachford, Phillip Boa, Neuser, Wohnraumhelden, No Mayers 50, Asher Lane, Viness
- 2007: Kim Frank, Joy Denalane, Münchner Freiheit, Ingo Pohlmann, Curse, El Bosso & die Ping-Pongs
- 2008: Die Happy, The Hooters, Klaus Lage, Ghost of Tom Joad, Grand Avenue
- 2009: Revolverheld, Klee, Alphaville, Auletta, Oceana, Arno
- 2010: The Stranglers, Wolf Maahn, The Baseballs, Dr. Ring-Ding
- 2011: Christina Stürmer, Aura Dione, Selig, Julia Neigel, Edo Zanki